# Eriocaulon afzelianum
Eriocaulon afzelianum là một loài thực vật có hoa trong họ Cỏ dùi trống. Loài này được Wikstr. ex Körn. mô tả khoa học đầu tiên năm 1856.